# Teófilo Cubillas
Teófilo Cubillas Arizaga (n. 8 martie 1949, Lima) este un fost jucător peruan de fotbal. Este considerat ca fiind cel mai cunoscut jucător peruan și unul dintre cei mai buni jucători din America de Sud.
Poreclit El nene, a făcut parte din echipa națională a Perului care a câștigat Copa América în 1975. A ajutat la obținerea locului șapte la Campionatul Mondial din 1970 și locul opt la Campionatul Mondial de Fotbal din 1978 și-a fost ales Jucătorul sud-american al  anului 1972.
Cubilas a fost un mijlocaș de o tehnică extraordinară, șut puternic și un foarte bun dribling, fiind de asemenea cunoscut și ca un specialist al loviturilor libere.